# Via Egnatia

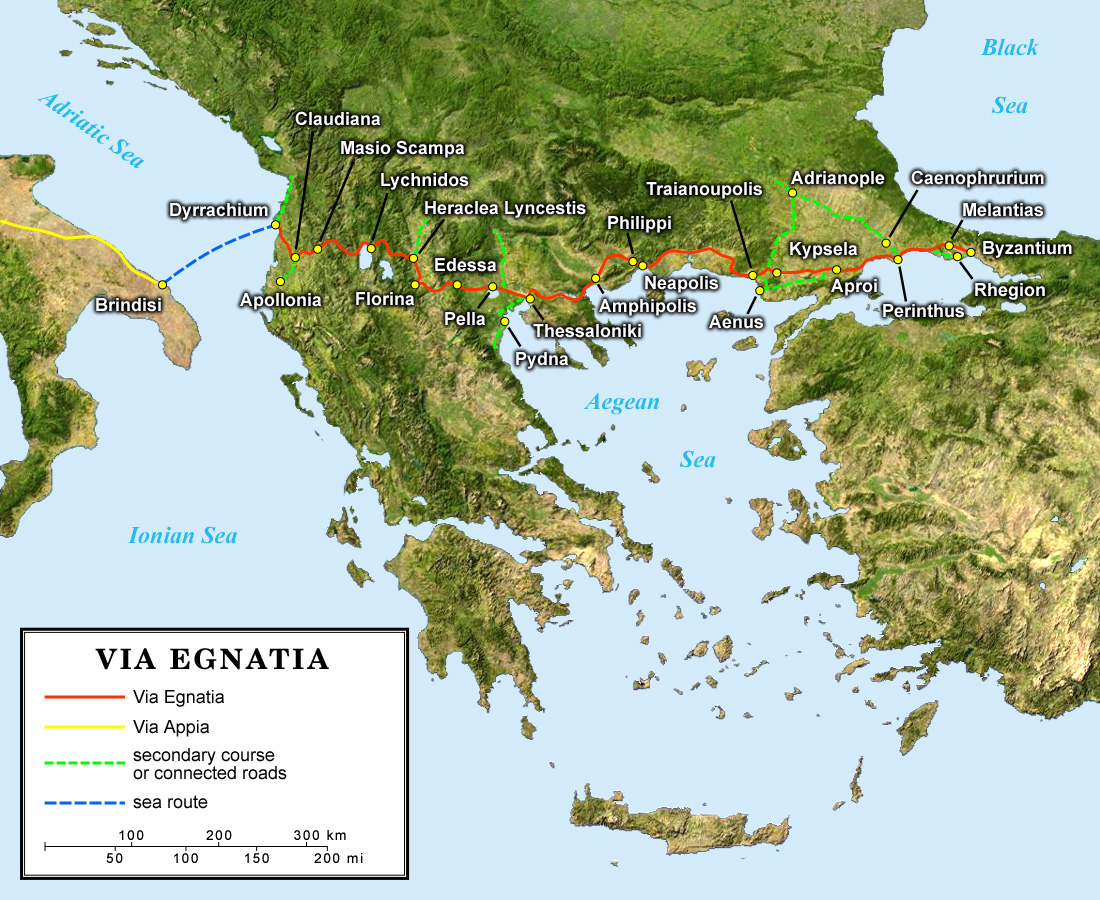
Via Egnatias sträckning

Via Egnatia kallades den romerska här- och handelsväg som knöt samman Durres och Konstantinopel och därigenom bildade en förlängning av Via Appia. Den byggdes under det andra århundradet f.Kr. och fick namn efter konsul Gaius Ignatius. Vägen har spelat en viktig roll i Romarrikets historia under hela antiken och den bysantinska tiden och är fortfarande den snabbaste transportvägen till länderna i södra balkanområdet. Vägen är också huvudgata i Greklands näst största stad, Thessaloniki, då med det kortare namnet Egnatia.